# Юрі Луїк
Юрі Луїк (ест. Jüri Luik; нар. 17 серпня 1966, Таллінн) — естонський дипломат і політик, кілька разів обіймав посаду міністра оборони Естонії та міністра закордонних справ Естонії, постійний представник Естонії в НАТО.

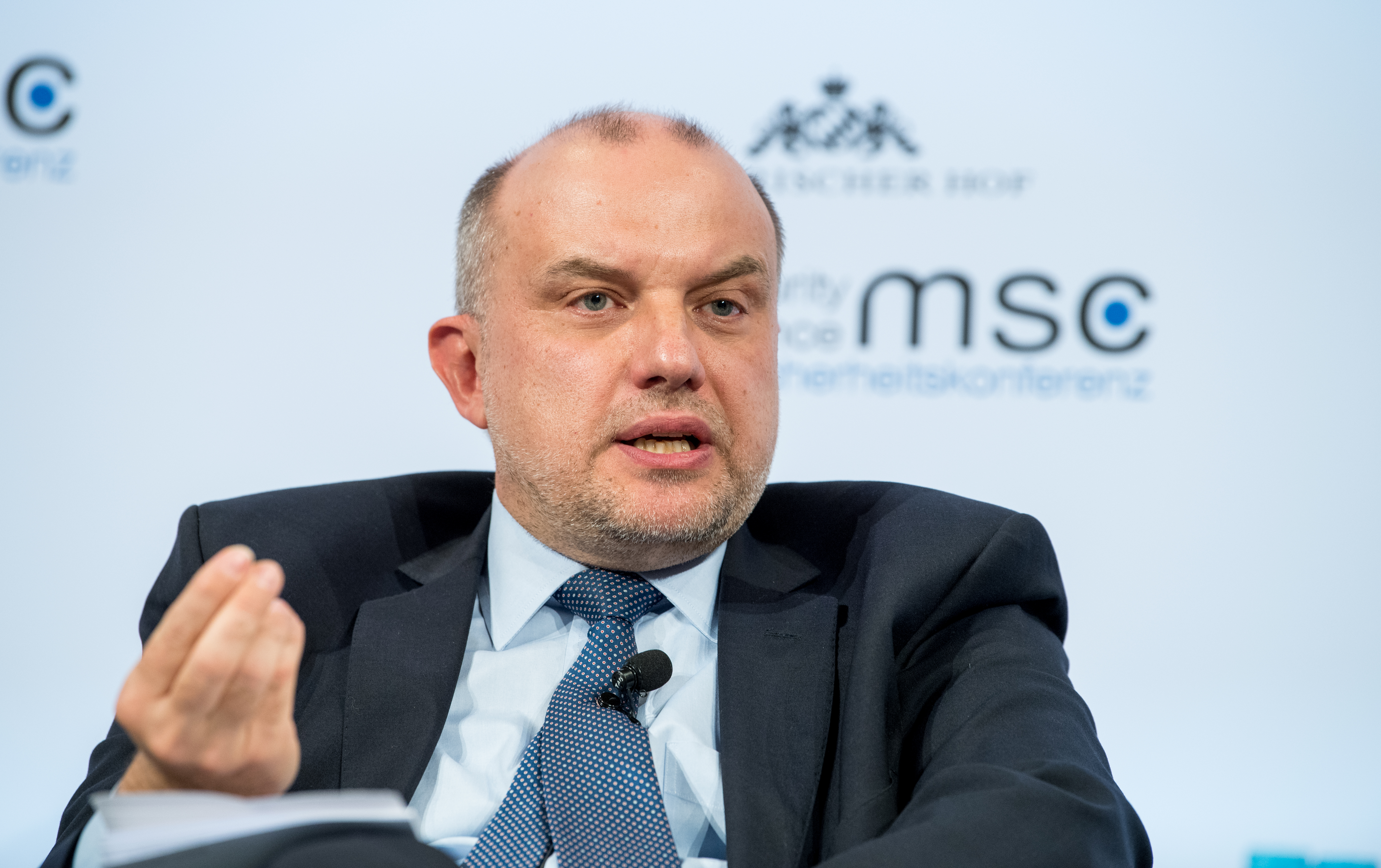
На Мюнхенській конференції з безпеки 2018 року

Син онколога, заслуженого лікаря Естонської РСР Олександра Гаврилова (1912—1999) і рентгенолога Ліліан Луїк (нар. 1926). Закінчив Тартуський університет у 1989 році, кваліфікація «журналіст». У 1988 році став редактором журналу «Vikerkaar». З 1991 року працював у Міністерстві закордонних справ Естонії за пропозицією Леннарта Мері. Був співробітником посольства Естонії в Лондоні, в 1992 році обраний до парламенту Естонії. У 1992—1994 роках — міністр у першому уряді Марта Лаара, спочатку як міністр без портфеля, пізніше міністр оборони. З 7 січня 1994 по 17 квітня 1995 року — міністр закордонних справ Естонії, член Консервативної партії «Союз Вітчизни» в уряді Андреса Таранда.
У 1995—1996 роках член Фонду Карнегі, у 1996—1999 роках постійний представник Естонії в НАТО і країнах Бенілюкс, у 1999—2002 роках міністр оборони у другому уряді Марта Лаара. Очолював делегацію Естонії у 2002—2003 роках у рамках програми НАТО «Східне партнерство». У вересні 2003 року призначений Надзвичайним і Повноважним Послом Естонії в США, до 2007 року також обіймав посаду послів у Канаді та Мексиці, поступившись пізніше постом Вяйно Рейнарту. До 2012 року представник Естонії в НАТО, у 2013—2015 роках співробітник Посольства Естонії в Росії. У серпні 2015 року призначений директором Міжнародного центру оборони й безпеки в Таллінні.
12 червня 2017 року знову зайняв пост міністра оборони Естонії, змінивши Маргуса Тсахкну в уряді Юрі Ратаса — за опитуваннями фірми Kantar Emor, він вважався найбільш популярним кандидатом серед громадян Естонії. За час його роботи заарештовані два офіцери Сил оборони Естонії (Деніс Метсавас і Петр Волін), звинувачені в розголошенні секретної інформації та її передачі російській розвідці. У 2019 році виступив проти відновлення права голосу Російської Федерації в ПАРЄ.